# Lieveren
Lieveren (Drents: Lievern) is een esdorp in de gemeente Noordenveld, in de Nederlandse provincie Drenthe. Het dorp telde in 2023 120 inwoners volgens het CBS. De gemeente geeft een getal van circa 250 inwoners.
Het dorp bestond al in de middeleeuwen. In 1490 komt de plaats voor als (tho) Liveren, in 1490 als Lijver Holt en in 1531 als Lijveren. De herkomst van de plaatsnaam is onduidelijk.
Lieveren is onder andere bekend als naamgever van het Lieversche Diep, de nog meanderende bovenloop van het Peizerdiep. Ten noorden van het dorp ligt het natuurreservaat het Lieverder Noordbosch.